# Sedum cyaneum
Sedum cyaneum là một loài thực vật có hoa trong họ Crassulaceae. Loài này được J. Rudolph miêu tả khoa học đầu tiên.